# 哈馬斯歷史
伊斯蘭抵抗運動（阿拉伯語：حركة المقاومة الاسلامية‎，Ḥarakat al-Muqāwamah al-ʾIslāmiyyah），簡稱哈馬斯 (حماس‎，Ḥamās)，是一個巴勒斯坦伊斯蘭原教旨主義政治組織。哈馬斯在1987年成立，起源於埃及的穆斯林兄弟會運動。該運動自1950年代以來一直活躍於加沙地帶，並通過慈善和社會組織的網絡擴大影響力。在1980年代，穆斯林兄弟會在當地成為強大的政治因素，挑戰了巴勒斯坦解放組織的影響力。兄弟會在1987年開始採用哈馬斯為其在加沙運作的組織的名稱，並在當地開始走向更民族主義和激進主義的路線。
在2006年1月的巴勒斯坦立法委员会选举中，哈馬斯擊敗了執政的法塔赫，贏得了巴勒斯坦議會的大多數席位。選舉之後，哈馬斯和法塔赫之間爆發了衝突。2007年6月，哈馬斯在一系列暴力衝突後擊敗了法塔赫。自此哈馬斯開始統治屬巴勒斯坦領土的加沙地帶，而被西岸的政府排除在體制外。以色列和埃及隨後對加沙實施了經濟封鎖，封鎖了與該地的邊界。
在獲得對加沙的控制權之後，與哈馬斯有聯繫的民兵向以色列發動火箭彈襲擊。在埃及斡旋下雙方達成停火協議，哈馬斯於2008年6月停止發射火箭彈。然而停火協議在雙方互相指責對方違反協議後被撕毀。2008年12月下旬，以色列進攻加沙，加沙戰爭爆發。 以軍在取得軍事勝利後單方面宣佈停火，在2009年1月中旬撤出部隊。 
2023年10月，哈马斯再次发动对以色列的袭击，致使以色列—哈马斯战争爆发。

## 早期的加沙伊斯蘭運動
1967年，在第三次中東戰爭後，以色列佔領了加沙地帶，並追捕世俗主義的巴勒斯坦解放組織派系，但放棄了對伊斯蘭主義者的嚴厲限制。 實際上，以色列一直容忍甚至鼓勵伊斯蘭激進分子和團體，以對抗巴解組織等世俗民族主義者。在此前约旦占领约旦河西岸地区期间，出于同样原因，与纳赛尔政权对伊斯兰激进分子的强硬立场不同，约旦王室也对伊斯兰激进组织采取了与以色列相同的立场。受惠的激進主義者有加沙的穆斯林兄弟會領袖謝赫·艾哈邁德·亞辛。他還成立了被以色利認可的伊斯兰中心，以色列允許該組織建造清真寺、俱樂部、學校和圖書館。
在1979年擔任加沙代理首腦的耶扎克·塞捷夫 (Yitzhak Segev) 表示，他對亞辛的意圖不抱幻想。他曾以以色列在伊朗的武官身分目睹伊斯蘭運動推翻了伊朗巴列維王朝。然而，根據塞格夫說，亞辛和他的慈善機構暫時不對以色列構成任何威脅 。而且，塞吉夫認為法塔赫才是以色列的主要敵人，而非伊斯蘭主義者。伊斯蘭主義者經常攻擊包括法塔赫在內的世俗及左派巴勒斯坦運動，而以色列軍方則選擇在衝突中嘗試保持中立。
1984年，以色列軍方獲悉亞辛的追隨者正在加沙收集武器。以色列部隊突襲了清真寺，並發現了一批武器。 亞辛被捕後供稱，這些武器是用來對付世俗派巴勒斯坦人，而不是對付以色列。他在一年後被釋放，並被允許繼續發展他在加沙地帶的運動。在亞辛被捕期間，以色列宗教事務官員艾夫納·科恩曾向加沙的高級軍官和政府高層發送了一份報告，告知他們伊斯蘭運動的危險，但此報告及其後相關的報告似乎都被忽略。

## 成立
1987年，數名巴勒斯坦人在涉及一名以色列司機的交通事故中喪生，隨後發生的第一次巴勒斯坦大起義（針對以色列對西岸和加沙佔領的巴勒斯坦起義）導致亞辛和其他六名巴勒斯坦人創立伊斯蘭抵抗運動 ，作為埃及穆斯林兄弟會的分支。運動的首字母縮寫詞「哈馬斯」於1987年首次出現在批評以色列的傳單上。儘管如此，以色列的軍事和情報資源仍然集中在法塔赫上，並繼續與加沙伊斯蘭激進分子保持聯繫。
哈馬斯於1989年對以色列進行了第一次攻擊，綁架並殺死了兩名士兵。以色列軍方立即逮捕了亞辛，並判處其無期徒刑。400名哈馬斯激進分子被驅逐到當時被以色列佔領的黎巴嫩南部。在此期間，哈馬斯與真主黨建立了關係。
1987年到1991年，哈馬斯提倡女性戴頭巾，以及推廣一夫多妻制。選擇不戴頭巾的婦女會在言語和身體上受到騷擾，令婦女為了保障自己安全而被迫戴上頭巾。
哈馬斯的軍事分支「卡薩姆」旅在1991年成立。 在1990年代，「卡薩姆」旅對平民和以色列軍方發動了多次襲擊。從1993年4月開始發動的自殺式襲擊令哈馬斯聞名國際。
1992年12月，以色列因應一名邊防警官被殺害，將415名哈馬斯和伊斯蘭聖戰組織的主要人物驅逐到黎巴嫩。這激起了國際譴責和聯合國安理會通過譴責決議。1995年1月，美国将哈马斯列入恐怖组织名单。
1997年9月，以色列的摩薩德特工企圖在約旦刺殺哈馬斯領導人哈立德·馬沙爾失敗。為了以釋放在被約旦當局俘獲的特工，約旦國王與以色列達成協議，將亞辛與摩薩德特工交換。 兩年後，應美國，以色列和巴勒斯坦民族權力機構的要求，哈馬斯被禁止在約旦運作。1999年9月中旬，約旦當局逮捕兩名哈馬斯領導人，並指控他們為非法組織成員，儲存武器，進行軍事演習並將約旦用作訓練基地。 
「卡薩姆」旅是在阿克萨群众起义（也被称为“第二次巴勒斯坦大起义”）對以色列平民和軍事目標發動武裝襲擊和自殺式炸彈襲擊的武裝團體之一。起義在2000年9月下旬開始，衝突期間約5500名巴勒斯坦人，1100多名以色列人和64名外國人死亡。

## 2006年立法委员会选举
2004年1月，哈馬斯領導人亞辛稱，該組織將結束對以色列的武裝抵抗，以換取建立包括東耶路撒冷，加沙地帶，及約旦河西岸的巴勒斯坦國。2004年1月25日，哈馬斯高級官員阿卜杜勒·阿齊茲·蘭提西提議了了為期10年的休戰期，以換取建立巴勒斯坦國和以色列完全撤出在1967年六日戰爭中佔領的領土。以色列認為這是軍事準備的煙幕。亞辛在2004年3月22日死於以色列空襲，而蘭提西則在2004年4月18日的一次空襲中被殺。
2004年，在以色列單方面從加沙地帶脫離接觸計劃的序幕中，以色列部隊對加沙的城市和難民營發動了多次軍事攻擊，造成大量人員傷亡。2005年9月12日，以色列國防軍撤出了加沙地帶，並宣布正式終止以色列在加沙的軍事統治，儘管其仍保留對領空和領海的控制權。巴勒斯坦民族權力機構認為佔領仍在進行中，而加沙地帶被被形容稱為「不受法律控制的露天監獄」。哈馬斯聲稱，以色列的單方面撤軍是其武裝鬥爭的勝利，並承諾解放包括西岸和東耶路撒冷在內的所有被佔領土。另一方面，法塔赫則將色列的單方面計劃視為巴勒斯坦人未能獲得國際承認的證據。
哈馬斯抵制了2005年巴勒斯坦總統選舉，但在同年參加了亞西爾·阿拉法特在被佔領區的市政選舉。在那些選舉中，它贏得了超過三分之一的巴勒斯坦市政委員會的控制權，擊敗了法塔赫。憑藉這次選舉的成功，哈馬斯參加了2006年巴勒斯坦立法委员会选举。哈馬斯從選舉宣言中刪除要摧毀以色列的呼籲，並改為呼籲「建立一個以耶路撒冷為首都的獨立國家」。
2006年1月25日举行的巴勒斯坦立法委员会选举，哈马斯获得44.45%的选票，赢得了巴勒斯坦立法委员会132个议席中的74个议席，而法塔赫获得41.43%的选票，赢得45个议席。 2006年2月13日，哈瑪斯領袖哈立德·马沙尔在一份俄羅斯報章的採訪中宣佈，如果以色列承認1967年邊界，撤出所有巴勒斯坦被佔領土（包括西岸和東耶路撒冷），並承認巴勒斯坦人能回到原居地的權利，哈瑪斯將停止對以色列的武裝鬥爭。這次宣言被視為哈瑪斯第一次提及會停止武裝鬥爭。於2006年進行的一項民意調查顯示，84%的巴勒斯坦人受訪者支持與以色列達成和平協議，而超過75％的和平協議支持者表示支持哈馬斯。

### 胜选影響
選舉結果被認為是以巴和平進程的重大挫折。美國喬治·布什政府宣布，在哈馬斯放棄對自殺式炸彈襲擊和暴力的支持，並接受以色列的生存權之前，不會與哈馬斯打交道。時任以色列總統摩西·卡察夫及以色列前總理希蒙·佩雷斯均表示，如果哈馬斯願意接受以色列的生存權並放棄暴力，以色列就會與該組織進行談判。俄羅斯總統普京表示，俄羅斯不支持任何切斷對巴勒斯坦人的財政援助的措施。 他於2006年3月開始邀請哈馬斯領導人前往莫斯科，並在5月重申，向哈馬斯削減資金是「錯誤的」。
美國和歐盟削減了對巴勒斯坦民族權力機構的所有資金。每年向巴勒斯坦提供5億美元資助的歐盟宣布，對巴勒斯坦人的未來援助與「三項原則」聯繫在一起：哈馬斯必須放棄暴力，必須承認以色列的生存權，並且必須遵從《奧斯陸協議》，明確支持中東和平進程。美國則對巴勒斯坦的銀行實施金融封鎖，阻止阿盟資金轉移到巴勒斯坦民族權力機構。哈馬斯認為西方的條件對其「不公平」，它們只願接受2002年制定的阿拉伯和平倡議：與以色列的關係全面正常化，以換取以色列撤離西岸、加沙地帶、東耶路撒冷、戈蘭高地，回到1967年邊界，並允許所有巴勒斯坦難民及其後裔返回原居地。
另一方面，以色列亦向巴勒斯坦施加財政壓力。2006年2月19日，以色列臨時總理埃胡德·奧爾默特稱巴勒斯坦民族權力機構為「恐怖主義當局」，決定停止將每月5500萬美元的稅收收入轉移至其戶口。這佔巴勒斯坦權力機構年預算的三分之一，影響了165,000名巴勒斯坦公務員（其中有6萬名是維安和警務人員）的薪金。以色列還決定加強對檢查站的控制，但最終決定不禁止巴勒斯坦人從加沙和西岸到以色列工作。
2006年5月，在世界銀行發布有關巴勒斯坦經濟的報告後，美國、俄羅斯、歐盟和聯合國同意直接向巴勒斯坦人民提供援助。以色列外交部長齐皮·利夫尼認為，這項措施是「可接受的」；巴勒斯坦外交部長馬哈茂德·扎哈爾亦對援助表示歡迎，但批評繞過巴勒斯坦權力機構的企圖。
基於政治動盪及以色列拒絕轉移稅收，聯合國指出巴勒斯坦在2005年的失業率估計為23％，而在2006年將增加到39％；貧困率則估計會由44%增加至2006年的67％。根據世界銀行報告，無法支付巴勒斯坦公務員的薪資對當地的社會和安全計劃帶到嚴重威脅。美國隨後被說服接受歐盟的提議，找出一種無需經由巴勒斯坦權力機構即可向巴勒斯坦社會轉移資金的方法。
在以色列決定減少轉移稅收之前，巴勒斯坦議會通過了一則法案，賦予巴勒斯坦總統马哈茂德·阿巴斯權力任命一個可以否決由哈馬斯主導的新議會通過的法案的法院。法院將有權否決被視為違反《巴勒斯坦基本法》的法案。

### 2006年至2007年哈马斯—法塔赫衝突
在哈馬斯內閣於2006年3月20日成立後，法塔赫與哈馬斯激進份子之間的緊張關係逐漸升溫。2006年5月，《星期日泰晤士報》報導，以色列消息人士，他們發現哈馬斯試圖暗殺是法塔赫成員的總統阿巴斯。哈馬斯發言人否認，而總統阿巴斯的發言人則將報告描述為“「完全不真實」。 5月8日，在哈馬斯和法塔赫槍手在加沙南部爆發的衝突中，三名巴勒斯坦人被打死，十人受傷。另外，在面臨財政封鎖下，巴勒斯坦權力機構無法向165,000名公務員支付薪水。5月6日至7日，數百名巴勒斯坦人在加沙和西岸示威，要求政府支付工資。2006年10月初，法塔赫與哈馬斯內政部警察之間的武裝衝突導致12人喪生。這些衝突始於內政部武裝部隊強行驅散了一群抗議未付工資的警察。
2007年2月，由沙特支持的在麥加的談判促成哈瑪斯代表與法塔赫代表簽署協議。新政府被要求各項早前議定的巴勒斯坦民族目標。2007年3月，巴勒斯坦議會決議成立民族團結政府，有83名代表投票贊成，三名反對。在加沙和拉馬拉同時舉行的儀式上，新任政府部長宣誓就職。同年六月，哈馬斯在驅逐法塔赫後，從民族團結政府手中控制了加沙地帶。
在2006年3月20日由哈馬斯組建政府內閣後，法塔赫與哈馬斯之間的緊張關係逐漸惡化。以色列情報部門曾警告馬哈茂德·阿巴斯，哈馬斯計劃在加沙的辦公室暗殺他。一名與阿巴斯關係密切的消息人士稱，哈馬斯認為阿巴斯總統是對其完全控制巴勒斯坦的障礙，因此決定要去除他。哈馬斯領導人穆罕默德·納扎爾 (Mohammed Nazzal) 在給予半島電視台的聲明中，指責阿巴斯圍攻和孤立哈馬斯領導的政府。
2007年6月，哈馬斯與法塔赫之間爆發了新的衝突。在2007年6月的加沙之戰中，哈馬斯利用巴勒斯坦權力機構在加沙的幾乎全部瓦解，接管了對加沙的控制，驅逐了法塔赫官員。馬哈茂德·阿巴斯總統隨後解散了由哈馬斯領導的巴勒斯坦政府，並宣布哈馬斯為非法組織。
在哈馬斯與法塔赫之間的衝突中至少有600名巴勒斯坦人死亡。國際人權組織人權觀察指責雙方使用酷刑及干犯戰爭罪行。

### 2006年至2007年哈马斯—以色列衝突
2006年6月9日，一個繁忙的加沙海灘發生爆炸，炸死8名巴勒斯坦平民。 儘管以色列政府官員否認涉及事件，但社會普遍認為爆炸是以色列對加沙的砲擊。哈馬斯於6月10日宣佈正式退出維持了16個月的停火協議，並重新開始從加沙向以色列發射火箭彈。
6月24日，以色列特工在加沙地帶逮捕了烏薩瑪·穆瑪 (Osama Muamar) 和穆斯塔法·穆瑪 (Mustafa Muamar)，以色列稱他們是哈馬斯成員。 6月25日，哈馬斯在以色列的襲擊造成兩名以色列士兵死亡，並俘虜了以色列下士吉拉德·沙利特。以色列隨後於6月28日發起了「夏雨行動」，嘗試救回被俘的士兵。行動包括對加沙的橋樑，道路和加沙唯一的電站等進行轟炸。 巴勒斯坦權力機構的一些設施也遭到轟炸，如巴勒斯坦內政部和巴勒斯坦總理伊斯梅爾·哈尼亞的辦公室。6月29日，以色列俘虜了64名哈馬斯官員，包括八名巴勒斯坦權力機構內閣部長和多達二十名巴勒斯坦議會議員等。哈馬斯內閣中至少有三分之一被以色列拘留。8月6日，以色列部隊在西岸拘留了身為哈馬斯成員的巴勒斯坦議會議長阿齊茲·德維克。
2006年11月，一名64歲婦女發動自殺式炸彈襲擊，導致2名以色列士兵受輕傷。哈馬斯承認責任，其發言人阿布·奧貝達 (Abu Obeida) 宣布「巴勒斯坦男女都致力於與以色列人作戰」。
2007年4月24日，哈馬斯從加沙發射了六枚火箭彈，其中兩枚降落在以色列。根據彭博社消息，新襲擊是對以色列在上週末採取的軍事行動的回應。哈馬斯宣布停戰狀態已經結束。哈馬斯在2007年4月24日表示，他們發射了40枚火箭彈和70枚迫擊砲彈。以色列軍方表示，它只能確認有六枚火箭和八枚迫擊砲。以色列軍方說，其中兩枚火箭彈落在加沙地帶以北的以色列。

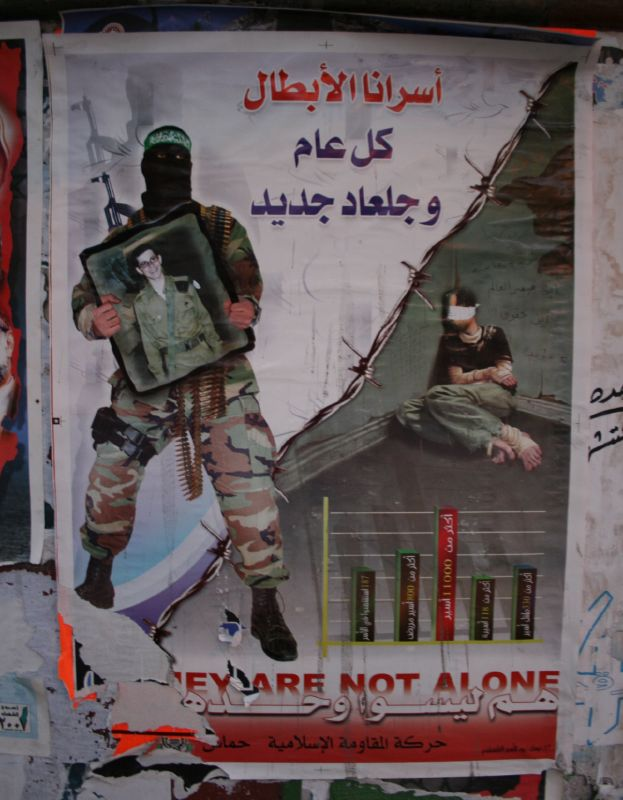
在哈瑪斯的海報上的以色列士兵人質吉拉德·沙利特。海報上寫道：我們在以色列的英雄囚犯可以放心，每年可能會有一個新的吉拉德」，以及「他們 (巴勒斯坦囚犯) 並不孤單」

以色列士兵吉拉德·沙利特的綁架者要求釋放數百名巴勒斯坦囚犯，其中包括退伍軍人以及參與殺害或傷害以色列人的人。以色列總理埃默德·奧爾默特在2007年4月23日表示，釋放士兵對政府很重要，但它不會重複「過去的錯誤」，釋放暴力囚犯，然後讓他們對以色列人發動更多襲擊。但是奧爾默特認為為了救出被俘虜的以色列士兵，以色列要作出「一個艱難的決定」。

### 加沙戰爭
加沙之戰結束後，以色列立即對加沙進行了經濟封鎖。哈馬斯多次向以色列地區發動火箭彈襲擊，以報復其對加沙的封鎖。 
2008年6月17日，埃及宣布哈馬斯與以色列之間已達成非正式的休戰協定。 哈馬斯同意停止對以色列的火箭彈襲擊，而以色列則同意允許有限度開放加沙邊界。哈馬斯還承諾對其他巴勒斯坦組織實施停火。
儘管哈馬斯遵守停火協議，但有其他團體零星地違反協議。 6月24日，巴勒斯坦伊斯蘭聖戰運動向以色列發射火箭彈；以色列稱這次襲擊嚴重違反了休戰協定，並關閉了與加沙的過境點。
2008年11月4日，以色列軍方聲稱他們試圖停止哈瑪斯成員修建隧道，殺死了6名哈馬斯槍手。 哈馬斯以恢復火箭彈襲擊回應。根據以色列軍方數據，11月總共有190枚火箭彈被發射。 隨著為期六個月的停戰協定於12月19日正式到期，哈馬斯在三天裡向以色列發射了50至70枚火箭彈和迫擊砲，沒有以色列人受傷。12月21日，哈馬斯表示，如果以色列停止對加沙的「侵略」並開放過境點，哈馬斯已準備好停止襲擊並恢復休戰。 
巴勒斯坦官員說，12月27日至28日，以色列對加沙的行動開始了，在頭兩天造成280多人喪生，600人受傷，大多數是哈馬斯警察和安全官員。以色列表示，他們襲擊了哈馬斯的武裝訓練營，火箭製造設施和武器倉庫；並在隨後襲擊了向以色列發射火箭彈的小隊。
加沙警察局長陶菲克·賈伯 (Tawfiq Jabber) ，總安全局局長薩拉赫·阿布·斯拉赫 (Salah Abu Shrakh) ，高級宗教及安全官員尼扎爾·雷揚 (Nizar Rayyan) 以及內政部長賽義德·塞亞姆(Said Seyam) 都在以色列行動中被殺死。儘管以色列發出了大量手機短信，敦促加沙居民遠離可能存放武器的房屋，但一些居民抱怨說無處可去，因為許多街區都收到了同樣的信息。以色列的炸彈降落在學校等民用建築附近，有人甚至指責以色列故意將巴勒斯坦平民作為攻擊目標。
以色列於2009年1月17日宣佈單方面停火。第二天，哈馬斯宣布進行為期一周的停火，以使以色列有時間從加沙地帶撤軍。 在衝突中有1,166至1,400名巴勒斯坦人被殺。

### 加沙戰爭後
2009年8月16日，哈馬斯領導人哈立德·馬沙爾表示，該組織已準備好與奧巴馬政府進行對話，因為其比起上屆美國政府而言對哈馬斯更為友善。馬沙爾表示，他認同以兩國方案解決以巴問題：「如果以色列撤退到1967年的邊界，這並不意味著它把我們所有的巴勒斯坦人的土地還給了我們，但是我們認為這是建立一個定都耶路撒冷的巴勒斯坦國的一個可接受的解決方案。」
2010年8月2日，對埃拉特和亞喀巴的火箭彈襲擊令埃及憤怒。埃及媒體說，哈馬斯或與之合作的組織從埃及領土發射火箭，是越過了紅線。埃及的立場是：伊朗正在利用哈馬斯作為當地的代理，以升級中東的暴力，破壞以巴和談的努力。
2010年2月，西岸的巴勒斯坦安全部隊逮捕了一個哈馬斯小組，他們準備在拉馬拉附近試射一枚火箭彈。安全部隊將該火箭移交給以色列。 2010年6月20日，哈馬斯高級官員马哈茂德·扎哈尔呼籲西岸的巴勒斯坦居民向以色列發射火箭彈。
自哈馬斯於2007年控制加沙地帶以來，其一些成員曾試圖強迫當地婦女穿著伊斯蘭服裝或戴頭巾。  此外，政府設立了部門，派成員警告市民著裝不當，打牌和男女約會的危險。然而，沒有法律規定人民的著裝或其他道德標準。哈馬斯教育部撤銷了一項向學生強加伊斯蘭穿衣的措施。
根據人權觀察，哈馬斯控制的加沙政府在2010年加緊「伊斯蘭化」加沙地帶。人權觀察批評哈馬斯「壓制公民社會」和「嚴重侵犯人身自由」。巴勒斯坦研究員哈立德·哈羅布 (Khaled Al-Hroub) 批評哈馬斯採取的所謂「塔利班式步驟」。他寫道：「加沙地帶被迫實行伊斯蘭化，即壓制不符合哈馬斯觀點的社會，文化和新聞自由，這是必須被反對的行為，因其似乎是以宗教的幌子複製其他極權主義政權的經驗。」
2011年，加沙地帶哈馬斯政府首腦伊斯梅尔·哈尼亚譴責美軍殺害奧薩馬·本·拉登，稱讚本·拉登是「烈士」和「阿拉伯聖戰者」。 2017年12月，哈馬斯領導人表示，美國總統唐納德·特朗普承認耶路撒冷為以色列首都的決定是「戰爭宣言」，並呼籲對以色列進行反抗。
2017年5月，伊斯梅尔·哈尼亚接替哈立德·马沙尔，被选为新一任哈马斯政治局主席，他移居卡塔尔就任，其职位由叶海亚·辛瓦尔接替。同月哈马斯发布了其最新的纲领。

## 阿克萨洪水行动
2023年10月7日，哈马斯发动阿克萨洪水行动，从加沙发射逾5,000枚火箭弹轰击以色列，并派兵突袭其南部领土。数小时之内，一千三百以色列人被杀、两百二十人质被劫持，以色列—哈马斯战争爆发。2024年1月21日，哈马斯发布了名为《阿克萨洪水行动——我们的叙述》的文件，并先后发布英语、阿拉伯语、汉语等语言的版本。该文件称，阿克萨洪水行动是“必要的一步，是对以色列一切阴谋的正常回应”。该文件称，“由于以色列安全和军事系统的迅速崩溃，以及加沙边境地区的混乱，阿克萨洪水行动的实施过程中可能出现了一些失误。”

## 政治领袖遇刺
2024年7月30日，哈馬斯發布官方聲明，宣布其首席政治領袖伊斯梅爾·哈尼亞在伊朗首都德黑蘭遭襲擊身亡。
2024年10月16日，接替哈尼亞的政治领袖叶海亚·辛瓦尔被以色列國防軍擊斃。